# Hasard (film)
Hasard (engelska: Force of Evil) är en amerikansk film noir från 1948 regisserad av Abraham Polonsky. Polonsky och Ira Wolfert skrev manuset baserat på Wolferts roman Tucker's People från 1943.
Filmen valdes 1994 ut av USA:s kongressbibliotek för att bevaras i National Film Registry.

## Handling
Advokaten Joe Morse arbetar för gangstern Ben Tucker. Tucker vill slå ihop och kontrollera ett antal mindre spelligor i New York. En av dessa drivs av Joes äldre bror Leo Morse som inte vill gå med på detta.

## Medverkande
| John Garfield       | – Joe Morse                 |
| Thomas Gomez        | – Leo Morse                 |
| Marie Windsor       | – Edna Tucker               |
| Howland Chamberlain | – Frederick "Freddie" Bauer |
| Roy Roberts         | – Ben Tucker                |
| Paul Fix            | – Bill Ficco                |
| Stanley Prager      | – Wally                     |
| Barry Kelley        | – Detective Egan            |
| Paul McVey          | – Hobe Wheelock             |
| Beatrice Pearson    | – Doris Lowry               |
| Beau Bridges        | – Frankie Tucker            |